# Турун олімпійський
Турун олімпійський (Carabus olympiae) — вид жуків родини турунових (Carabidae). Раритетний вид комах, занесений до Червоного списку МСОП та інших природоохоронних документів.

## Етимологія
Видовий епітет olympiae італійський ентомолог Еугеніо Селла дав на честь своєї двоюрідної сестри Олімпії, яка в 1854 році знайшла типовий зразок цього жука.

## Опис
Довжина тіла коливається від 3 до 4 см. Жук має металеве смарагдово-зелене забарвлення з райдужними та блакитними відблисками, іноді з червоними відтінками. Цей вид не здатний літати через зменшену довжину крил.

## Поширення
Природний ендемік Б'єльських Альп на півночі Італії. Інтродукований в П'ємонт на півдні Франції.

## Спосіб життя
Жуки активні в період з червня по вересень і проводять довгу альпійську зиму в сплячці. Вони харчуються дрібними безхребетними, зокрема равликами з родів Helix та Arianta та слимаками з родів Arion та Limax. Відкладання яєць відбувається на початку літа. Личинкам потрібно близько 6 тижнів, щоб досягти третьої стадії, перш ніж залялькуватися і перезимувати на стадії лялечки.

## Охорона
Раритетний вид комах, занесений до Червоного списку МСОП (охоронна категорія: уразливий вид). У ряді регіонів продовжує спостерігатись тенденція до зниження чисельності популяції виду. Тому, турун олімпійський занесений також до Додатку ІІ Бернської конвенції (охоронна категорія: вид підлягає особливій охороні) і Директиви Європейського Союзу 92/43/ЄС «Про збереження природних оселищ та видів природної фауни і флори» (Додаток IV. Види рослин і тварин, що становлять особливий інтерес для Європейського Союзу, які потребують суворих заходів охорони).